# Ciceronius schroederi
Ciceronius schroederi es una especie de coleóptero de la familia Passalidae.

## Distribución geográfica
Habita en Madagascar.